# Syndesmica
Syndesmica là một chi bướm đêm thuộc họ Gelechiidae.